# Idioma agutaíno
El agutaíno (Inagutaynën) es un idioma perteneciente a las lenguas calamianes. Se habla en la provincia filipina de Las Paraguas y es la lengua materna del pueblo agutaíno. Según el censo de 2010, tiene 19 608 hablantes.